# Coptobasoides marionalis
Coptobasoides marionalis là một loài bướm đêm trong họ Crambidae.